# Giovanni Domenico de Nigris
Giovanni Domenico de Nigris (Crotone, XVI secolo – Crotone, XVI secolo) è stato un presbitero, naturalista e poeta italiano ed erudito compositore di versi in latino, indicato come filosofo ma non si sa di quale dottrina.

## Biografia
Sacerdote secolare, conosciuto all'epoca come verseggiatore in latino, nacque a Crotone e fiorì nella seconda metà del XVI secolo.
Scrisse quella che modestamente definisce una piccola opera (opusculum) in tre libri dal titolo Stella Salutis, edita a Napoli nel 1562, usando versi latini per descrivere animali che volano, terrestri e acquatici (de animalibus volatilibus, terrestribus, & aquaticis), trattati però in un'ottica, più che naturalistica, morale religiosa con riferimenti al testo biblico (sacrae paginae). L'opera è dedicata all'illustrissima e pressoché divina (fere divinam) Maria d'Aragona, moglie di Alfonso III d'Avalos, marchese del Vasto: